# Amphimallon cantabricum
Amphimallon cantabricum är en skalbaggsart som beskrevs av Lucas Friedrich Julius Dominikus von Heyden 1870. Amphimallon cantabricum ingår i släktet Amphimallon och familjen Melolonthidae. Inga underarter finns listade i Catalogue of Life.